# Nicolás Pascual de la Parte
Nicolás Pascual de la Parte (ur. 21 kwietnia 1959 w m. Cieza) – hiszpański dyplomata, specjalista w zakresie bezpieczeństwa i obronności, ambasador Hiszpanii przy NATO, poseł do Parlamentu Europejskiego X kadencji.

## Życiorys
Ukończył studia prawnicze, uzyskał dyplom z bezpieczeństwa i obronności. Zawodowo związany z hiszpańskim ministerstwem spraw zagranicznych. Był m.in. zastępcą dyrektora departamentu europejskich spraw celnych i handlowych oraz pierwszym radcą do spraw europejskich w ambasadzie w Berlinie. W latach 2002–2004 pełnił funkcję starszego doradcy premiera do spraw międzynarodowych i bezpieczeństwa. Później zajmował m.in. kierownicze stanowisko w Sekretariacie Generalnym Rady Unii Europejskiej. Od 2012 do 2017 w randze ambasadora był hiszpańskim przedstawicielem w Komitecie Politycznym i Bezpieczeństwa.
W 2017 objął stanowisko stałego przedstawiciela Hiszpanii przy NATO, funkcję tę pełnił do 2018. Później został ambasadorem w misji specjalnej do spraw cyberbezpieczeństwa i zagrożeń hybrydowych. W wyborach w 2024 z ramienia Partii Ludowej został wybrany w skład Parlamentu Europejskiego X kadencji.